# 파시온 프로이비다
《파시온 프로이비다》(스페인어: Pasión prohibida)는 2013년 방영된 미국의 텔레노벨라이다.